# 皇珠路
皇珠路（英語：Wong Chu Road）是香港新界屯門南部的一條主要道路，東端連接屯門公路近置樂花園，西端連接龍富路、龍門路與青雲路交界，橫跨屯門河及屯門鄉事會路。皇珠路是屯門碼頭區及屯門工業區往屯門公路的主要連接引道，望后石內河碼頭使用者亦可經皇珠路及龍富路直達。
另外皇珠路由屯門公路出口處起至友愛邨一段設有密封式隔音屏障。而且該隔音屏障為獨立結構，有別於一般與道路結構相連的設計。皇珠路前稱P3路，根據未命名道路編號定義，屬於主要幹路。
皇珠路的名稱取自新界鄉議局主席劉皇發的「皇」字和其太太吳妹珠的「珠」字合併而成。
2018年8月，因街坊投訴聚賭，運輸署斥20萬在友愛邨近翠寧花園皇珠路的入口，建有兩座石造的半球體建築。居民批評該半球體如「山墳」。事件廣泛報道後，署方隨即拆走其中一個，另一個被黑布蓋住。
皇珠路也是輕鐵第1、2收費區的界線。

## 圖片庫

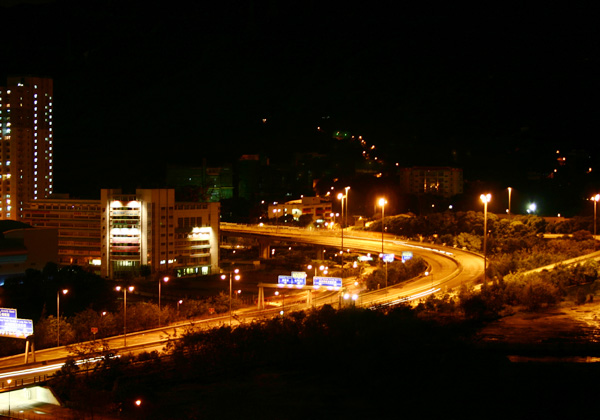
皇珠路（左下），中央後方為龍富路
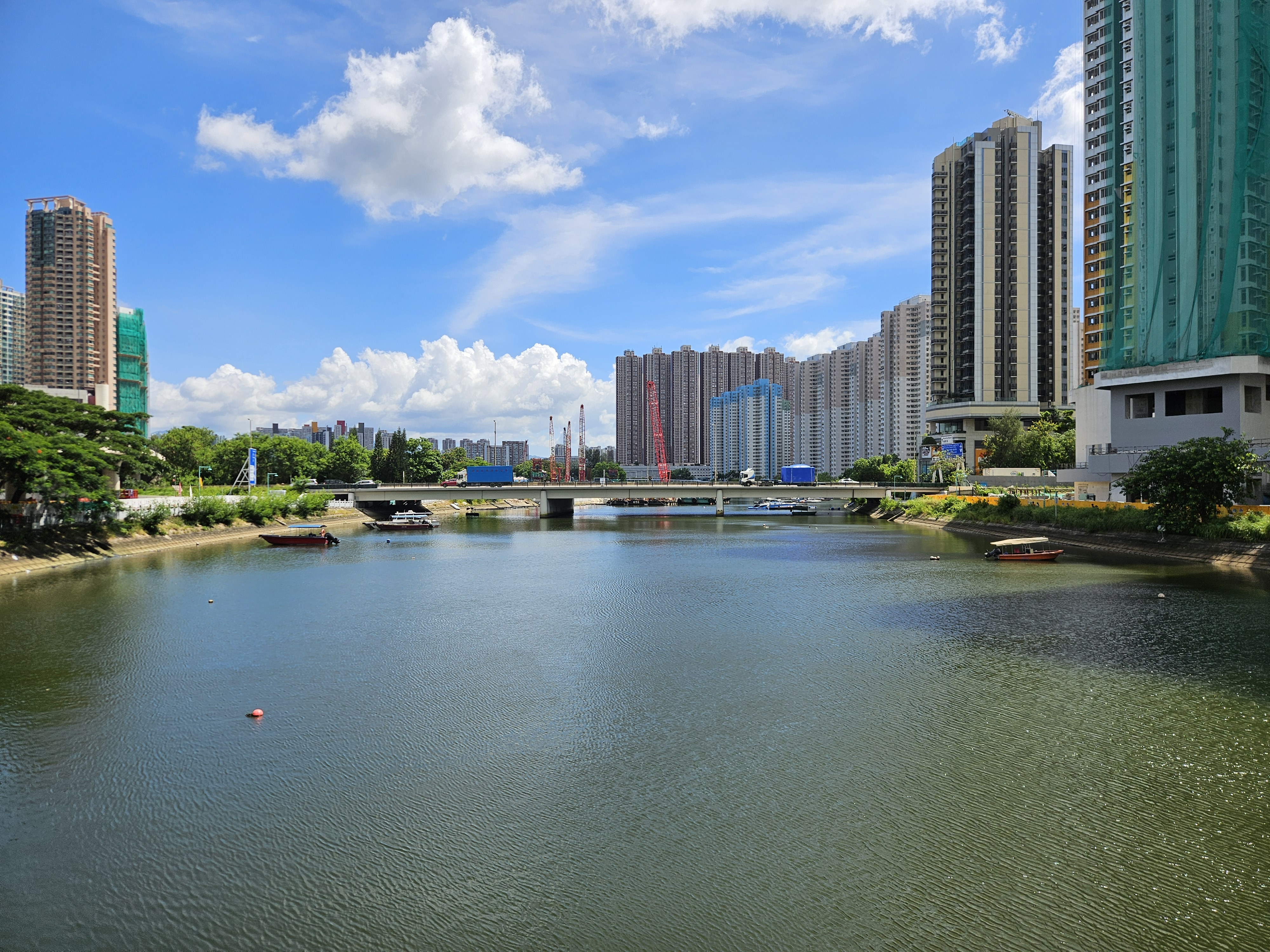
皇珠路跨越屯門河的一段
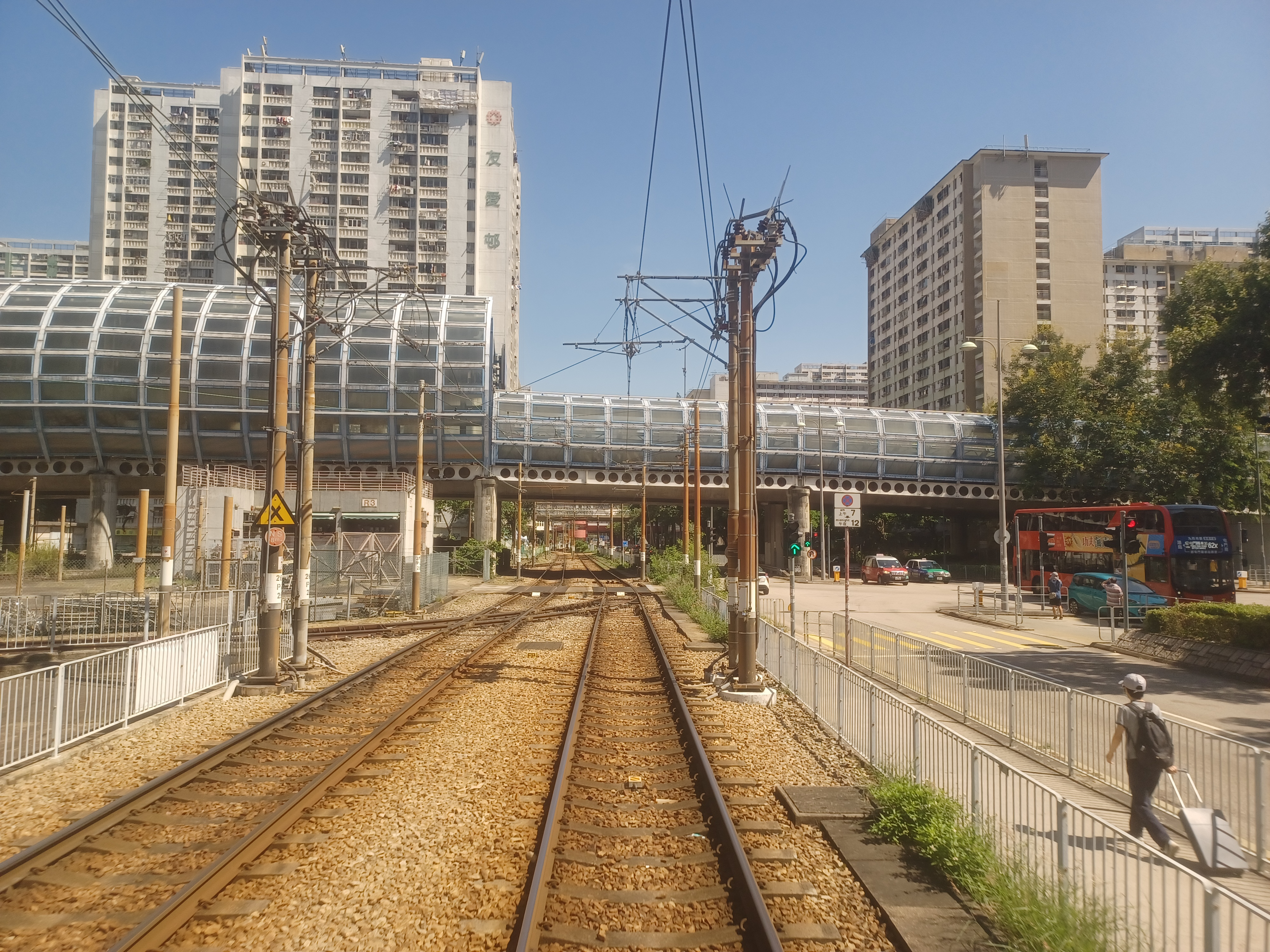
皇珠路跨越鄉事會路一段在2000年代初安裝密封式隔音屏障
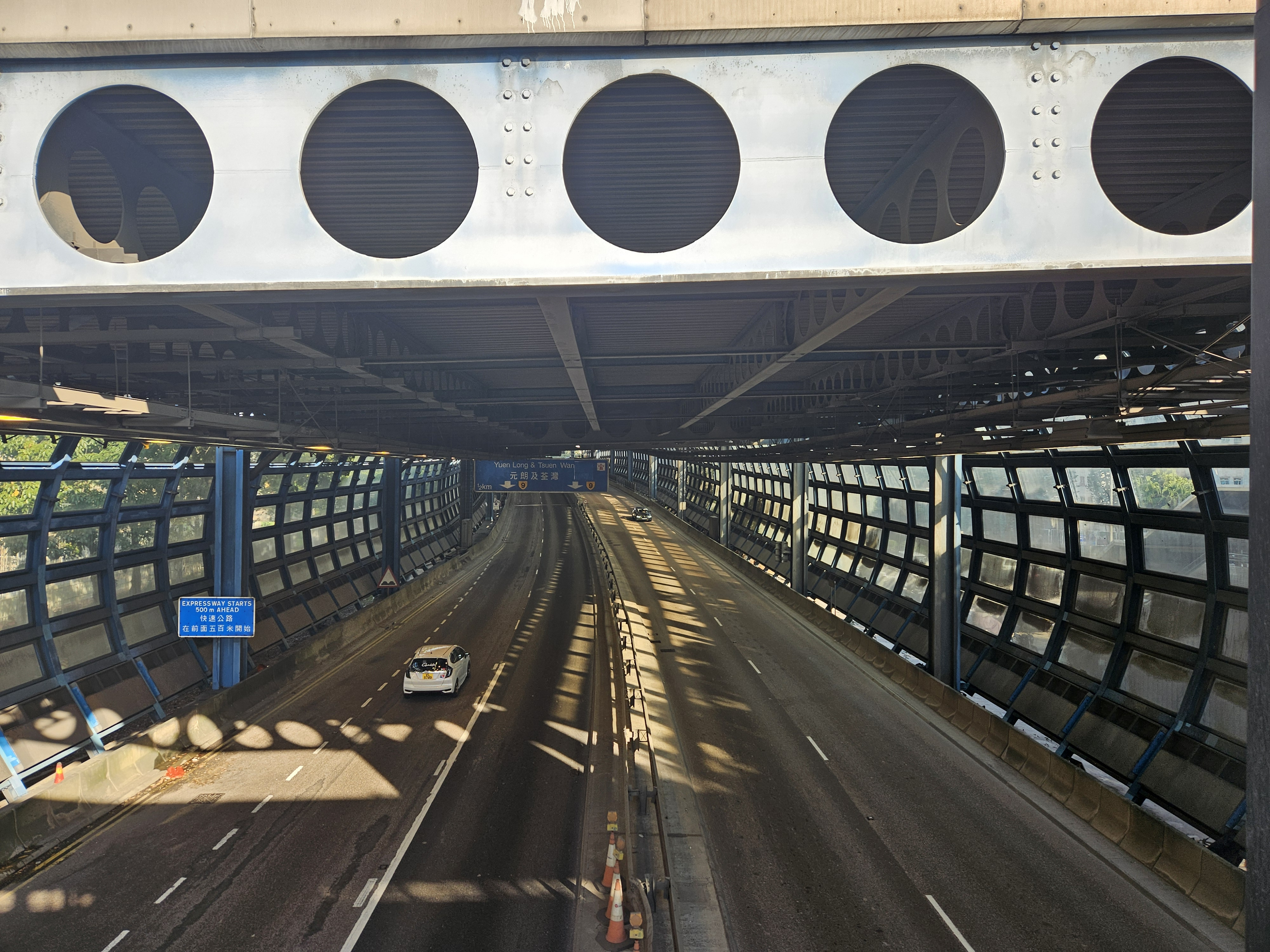
皇珠路隔音屏障

## 著名地點
- 屯門河
- 兆麟運動場
- 兆麟苑
- 友愛邨
- 友愛體育館
- 仁濟醫院何式南小學
- 中華基督教會何福堂小學
- 龍逸邨
- 業旺邨
- 弦海
- 安定邨
- 順德聯誼總會胡少渠紀念小學
- 路德會呂祥光小學
- 翠寧花園
- 豐景園
- 湖山河畔公園
- 鐘聲慈善社胡陳金枝中學
- 深培中學